# Protipapež Gregor VIII.
Gregor VIII., protipapež Rimskokatoliške cerkve; * okrog 1060 Limousin (Akvitanija, Francija); † 1137 Cava (Kampanija, Italija, Sveto rimsko cesarstvo). 

## Življenjepis
Protipapež Gregor VIII. se je rodil kot latinsko Mauritius Burdinus, francosko Maurice Bourdin, italijansko Maurizio Burdino, portugalsko Mauricio Bordinho, slovensko: Mavricij Burdin v francoskem mestu Limousin, okraj Limoges v deželi Akvitaniji. Že v mladosti je vstopil v benediktinski samostan Cluny, kjer je prejel zahtevno redovno vzgojo v duhu gregorijanske reforme in postal menih. Sledil je svojemu učitelju - toledskemu nadškofu in kastiljskemu metropolitu Bernardu prek Pirenejev, kjer je v postal  1098 coimbrski škof, a 1111 je bil povzdignjen na metropolitanski sedež v Bragi na severu Portugalske. Strinjal se je z osamosvojitvenimi težnjami portugalskega grofa Henrika I. in tako prišel v spor s kastiljskim primasom Bernardom. Burdina je papež Pashal odstavil in poklical v Rim na zagovor. 
V sporu zaradi investiture se je po Pashalovi smrti in hitri Gelazijevi izvolitvi se je postavil na stran svetorimskega cesarja Henrika V..

### Protipapež Gregor VIII.
Za časa svojega papeževanja je imel Gelazij opraviti torej s protipapežem, ki je imel podporo v cesarju Henriku V.
Ko so kardinali izvolili v naglici  za Pashalovega naslednika Gelazija II., ga je najprej napadel in ujel Frangepani. Ko so papeža Rimljani osvobodili in se je umaknil iz Rima, je sredi noči vdrl s svojo vojsko v Rim Henrik. Gelazijevo izvolitev je razglasil za neveljavno in postavil brez volitev za protipapeža svojega ubogljivega služabnika, braškega nadškofa Mavricija Burdina 8. marca 1118, ki si je izbral ime Gregor VIII. Protipapež je na Veliko noč 7. aprila 1118 kar trikrat kronal Henrika. Henrik je po njegovih lastnih besedah »ravnal s papeži prav tako kot s svojim očetom«, pa najsi gre za prave papeže ali za protipapeže. Zgodovina ne hvali ravno njegovega ravnanja z očetom. Henrik V. se je bil namreč uprl svojemu očetu Henriku IV., ga vrgel s prestola in se polastil oblasti. Grozečo državljansko vojno je preprečila le očetova nenadna smrt. Papež Pashal II. se je v družinskem sporu postavil na sinovo stran – ker je Henrik IV. neusmiljeno preganjal Cerkev zaradi investiture v upanju, da bo sin kaj boljši od očeta. Henrik V. mu je tedaj zagotovil, »da bo ravnal s papežem kot z očetom«. V luči nadaljnjih dogodkov je to imelo dvoumen pomen.
Protipapeža Gregorja VIII. sta za papeža priznavali Nemčija in Anglija. Zaradi tega dejanja je izobčil cesarja Henrika V. in protipapeža Gregorja VIII. zakoniti papež Gelazij II., in sicer 7. aprila 1118 v Capui. 

### Sramotilni sprevod
Ko se je Gelazij odločil za odhod v Francijo – da se mu ne bi godilo tako kot njegovemu predhodniku Pashalu II., je tam kmalu, 29. januarja 1119, umrl. Kmalu je bil izvoljen v Clunyju in 9. februarja posvečen njegov naslednik Kalist II., ki je deloval takoj in odločno. Oktobra je v Reimsu vodil veliko zborovanje, na katerem je ponovno obsodil »pravilegium«, ki ga je 1111 pod hudim pritiskom podelil v zvezi z investituro svetorimskemu cesarju Henriku V. Pashal II. ter izobčil tako Henrika kot vsiljenega protipapeža Gregorja. Nato se je odločil vrniti v Rim, saj so časi dozoreli za krepko delovanje. V Nemčiji so se glavni nadškofje (v Mainzu, Friderik v Kölnu, Konrad v Solnogradu) uprli Henrikovi samovolji. Veliko vladarjev je že priznalo novoizvoljenega papeža Kalista. Od protipapeža so se odvrnili tudi vsi njegovi zavezniki, razen tistih, ki so jih vezale nanj rodbinske vezi. Kalist se je torej odpravil v Rim, kjer so ga slovesno sprejeli 3. junija 1120, ko je z lahkoto zlomil neznaten odpor cesarske Frangipanove stranke. 

Novi papež Kalist II. je podpisal s cesarjem Henrikom V. v Wormsu 23. septembra 1122 Wormški konkordat – sporazum glede investiture, ki je napravil konec dolgoletnim sporom in Cerkvi omogočil svobodno volitev in umeščanje škofov in papeža.

Zapuščen od Henrika si je sedaj bil v svesti, da je edini izhod iz stiske iskanje sprave z zakonitim papežem. Storil je pa ravno nasprotno: zapustil je Rim in se zatekel v Sutri. Tukaj so ga obkrožali stražarji kardinala Janeza di Crema; po kratkotrajnem obleganju so ga ujeli prebivalci Sutrija in ga izročili papežu, ki je v tem času prispel. Ujetnika so vodili v Rim, kjer je bil izpostavljen strašnskemu ponižanju. Preoblečen v kozjo kožo je bil prisiljen jahati kamelo ritensko in krožiti po mestnih ulicah med nevihto žaljivk, metanja kamnov in posmehovanja. Zaprli so ga torej v »Septizonium« in potem v trdnjavo v Passeranu. Pozneje je oblekel navadno meniško kuto in se umiril v samostanu Svete Trojice v Cavi v Kampaniji. Od tod je bil premeščen v Rocca Janula blizu Monte Cassina. Na zahtevo Honorija II. so ga od decembra 1124 premestili na grad Fumone v Laciju. 

## Smrt
Avgusta 1137 najdemo Mavricija zopet v Cavi, kjer ga je kmalu dočakala smrt. Umrl je torej po avgustu 1137 v samostanu presvete Trojice v La Cavi, Vojvodina Salerno.

### Ocena
Tako se je končala kariera prelata, »ki so ga vsi bili dolžni častiti in bi ga celo oboževali zaradi njegove čudežne delavnosti, če ne bi bil iskal slave prek tako razvpitega zločina.« 
 
Eden od kanonov Devetega vesoljnega cerkvenega zbora - Prvega lateranskega koncila 1123 razglaša za neveljavno vse cerkvene dejavnosti, kakor tudi škofovska posvečenja, ki jih je opravil po izobčenju. 